# Pont des Gades
Le pont des Gades est un pont classé franchissant l'Almache au village de Gembes faisant partie de la commune de Daverdisse dans la province de Luxembourg en Belgique.

## Situation
Le pont se situe au sud-est du village ardennais de Gembes, perpendiculairement à la rue de Porcheresse. Il franchit l'Almache, un affluent de la Lesse.

## Histoire
Le pont actuel date de 1851, érigé à la place ou en restauration d'un ouvrage précédent remontant au XVIIIe siècle. Il a fait l'objet d'une rénovation en 2015. Son nom lui a été donné en raison de la présence de troupeaux de chèvres appelées gattes en wallon, qui jadis broutaient paisiblement dans les prairies avoisinantes.

## Description
Le pont est réalisé en moellons de schiste d'Ardenne et formé de trois arches en en plein cintre dont une de plus petite taille en rive gauche servant au passage d'un bief qui alimentait le moulin de Gembes. Il a une longueur approximative d'une quinzaine de mètres et une largeur d'environ 4 mètres. Le parapet peu élevé est constitué de dalles de schiste placées sur chant et taillées en demi-lune.

## Classement
Le pont des Gades à Daverdisse ainsi que les terrains environnants sont classés depuis le 9 décembre 1991 et sont repris sur la liste du patrimoine immobilier classé de Daverdisse.

### Sources et liens externes
- Le pont des Gades sur Parismatch.be
- Le pont des Gades sur Famenneardenne.be